# Mateus Leme
Mateus Leme este un oraș în Minas Gerais (MG), Brazilia.